# Kortrijk
Kortrijk (hivatalos holland név, franciául: Courtrai; latinul: Cortoriacum) belga város és községi önkormányzat Nyugat-Flandria területén. A helyi önkormányzat fennhatósága alá tartoznak Kortrijkon kívül Aalbeke, Bellegem, Bissegem, Heule, Kooigem, Marke, és Rollegem települések is.
A város a Leie folyó (francia nyelven: Lys) mentén fekszik, Genttől délnyugatra kb. 42 kilométerre. Az óváros egy részét, ami a folyó szigetén terül el, lakói a 17. század végén, a magyarországi Buda visszafoglalása után kortrijki Budának nevezték el. 

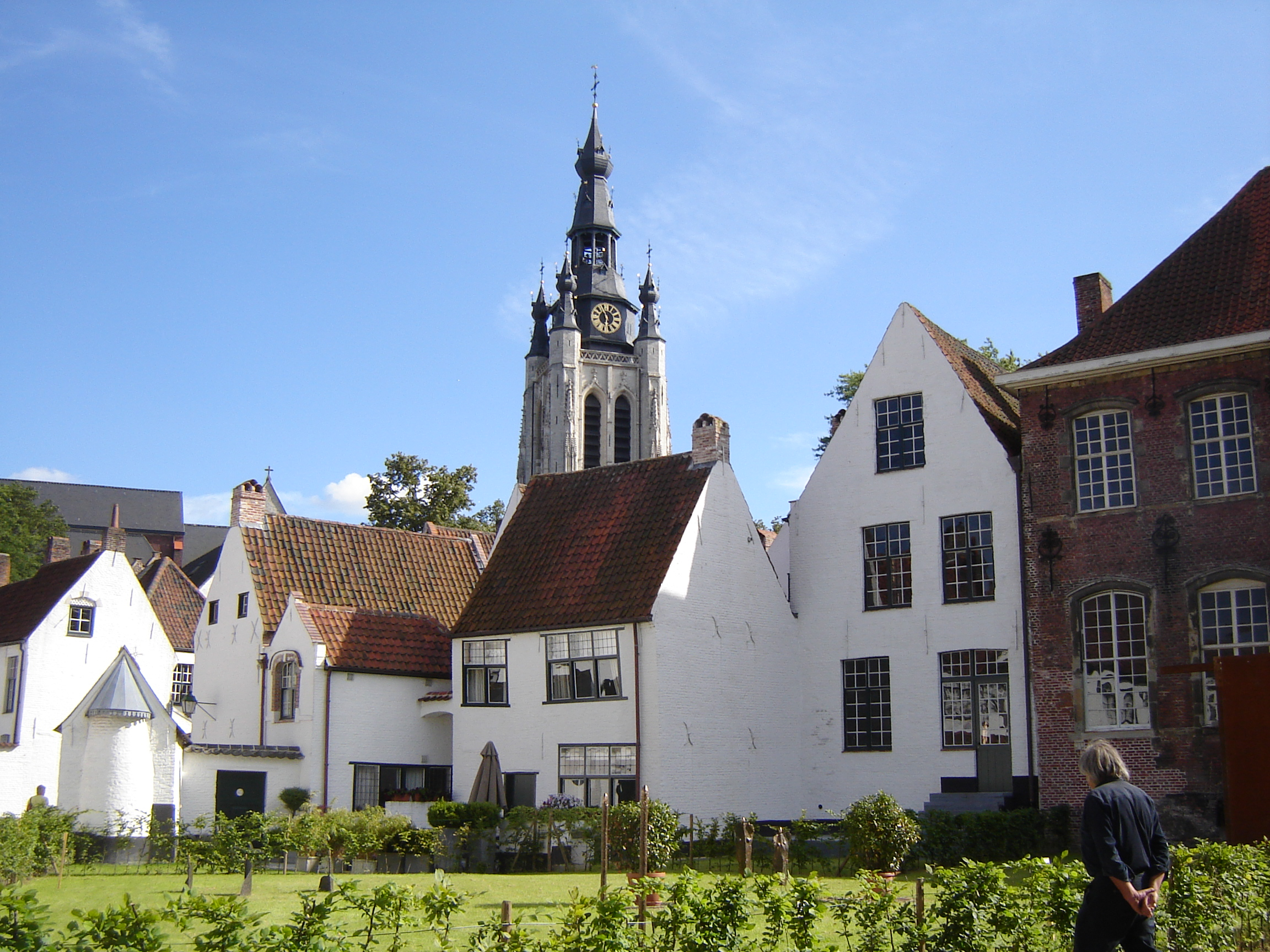
Kirtrijk-ban

## Történelme
A várost Cortoriacum néven a rómaiak alapították a Lys folyó egy fontos gázlója védelmére, a város maga tipikus gallo-román településként (vicus) fejlődött a közeli katonai helyőrség mellett.
A 9. században II. Balduin flamand gróf erősítette meg a várost a normann támadások ellenében. 1190-ben Kortrijk szabad királyi városi előjogokat kapott Elzászi Fülöp flamand gróftól. Ezt követően a város rohamos fejlődésnek indult és a lakosság növekedése miatt új városfalakat kellett felhúzni, ezek egy része még ma is látható (az ún. Broeltorens). A városfal többi részét 1684-ben XIV. Lajos francia király katonái rombolták le.
A 13. században Portugál Ferdinánd, Flandria grófja és unokatestvére, VIII. Lajos francia király közötti küzdelmek miatt a város szinte teljesen elpusztult. A Ferdinándot követő flamand grófok hamarosan újjáépítették a várost. Ezt követően Kortrijk hamarosan a gyapjúfeldolgozásra épülő flamand textilipar egyik legjelentősebb központja lett.

## Az aranysarkantyús csata
1302-ben a közeli Brugge városában felkelés tört ki a francia uralom ellen. Flandria korábban önálló tartomány volt, bár a flamand grófok névleg a francia király hűbéresei voltak. 1302. május 18-án a felkelők lemészárolták a város francia lakosságát és a francia helytartó, Jacques de Châtillon seregének egy részét, amit IV. Fülöp francia király nem hagyhatott bosszulatlanul.
A francia király serege II. Róbert, Artois grófja vezetésével Kortrijk közelében ütközött meg a jórészt gyalogos katonákat és városi milicistákat felvonultató flamandokkal. A csatatérről összegyűjtött aranyozott sarkantyúkról elnevezett aranysarkantyús csata kiemelkedő flamand győzelemmel zárult. 1973 óta a belgiumi flamand közösség ezen a napon ünnepli hivatalos napját.
1323-ban újabb felkelés tört ki Flandriában, ez alkalommal I. Lajos flamand gróf ellen. IV. Fülöp felhasználta az alkalmat az újabb beavatkozásra, és az 1328-as casseli csata után ismét elfoglalta Flandria jelentős részét. I. Lajos fia és utóda, II. Lajos 1381-ben rövid időre visszafoglalta a várost Artevelde Fülöptől, de a következő évben a franciák a roosebekei csata eredményeként ismét megszerezték Kortrijkot. A csatározások során a város súlyos károkat szenvedett.

## A 15. századtól napjainkig

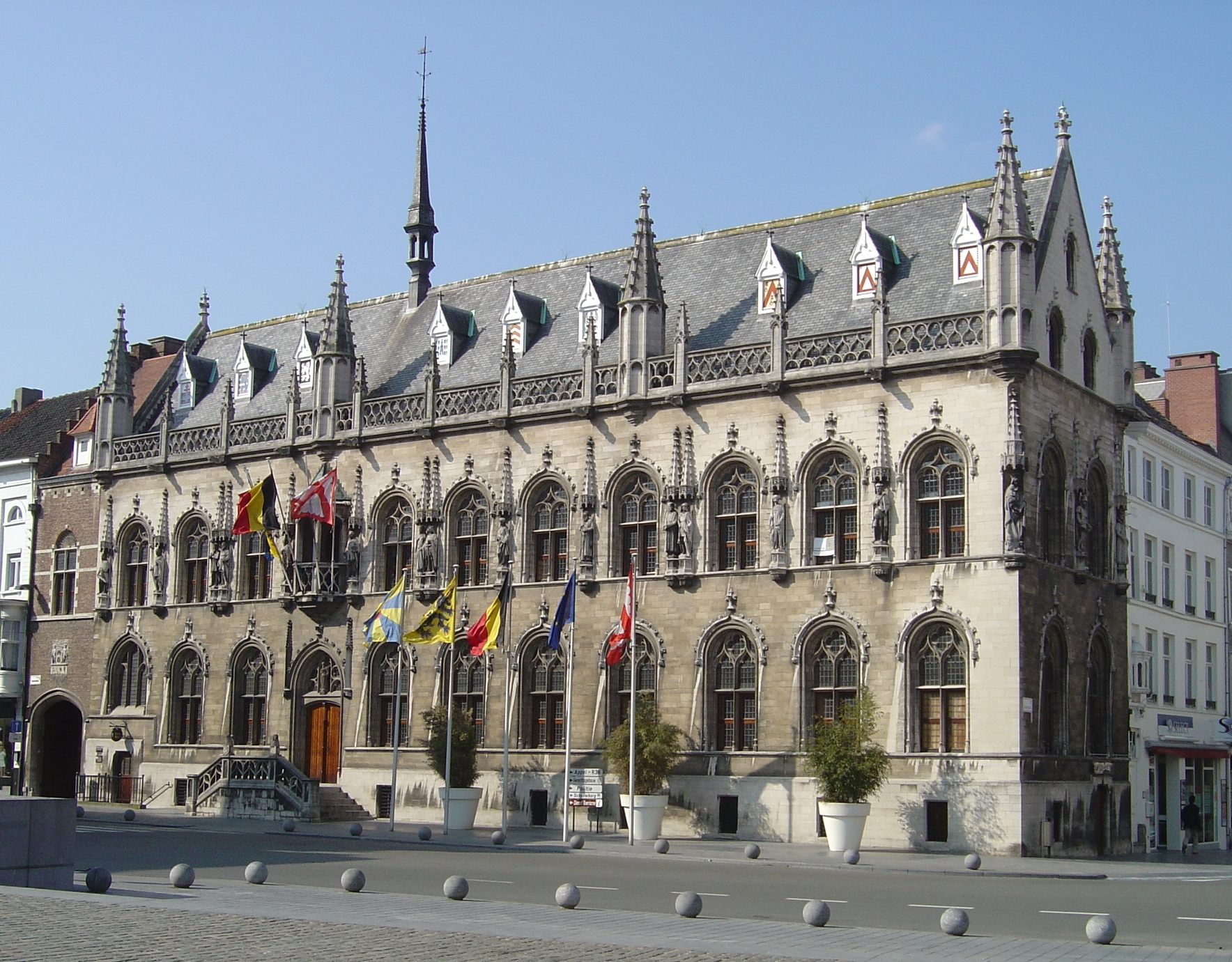
A kortrijki városháza

A 15. század során a város ismét a flamand textilipar egyik sikeres és gazdag központjává fejlődött a burgundiai hercegek uralma alatt. Burgundiai Mária 1482-es halálát követően a francia királyok ismételten kísérletet tettek a város feletti uralom megszerzésére. A város 16. századi történelmét meghatározta a Hollandiában 1539-ben a spanyol uralom ellen kirobbant felkelés és V. Károly spanyol király súlyos áldozatokkal járó megtorló hadjárata, valamint a Reformációt követő háborúk. XIV. Lajos francia király uralkodása alatt a várost hatvan év alatt összesen ötször foglalták el a franciák, míg végül az 1713-as utrechti béke a város és a környező területeket az osztrák Habsburgoknak juttatta.
Az 1789-es francia forradalom és az azt követő napóleoni háborúk után a város ismét fejlődésnek indult, elsősorban a lenvászon-termelésnek köszönhetően, ugyanis a Lys folyó savassága éppen megfelel a lenfeldolgozás követelményeinek. A várost súlyos tüzérségi támadások érték 1917-ben, de a legnagyobb pusztítást a szövetséges erők légitámadásai okozták 1944-ben. A város legnagyobb részét a II. világháborút követően újjá kellett építeni.

## Látnivalók

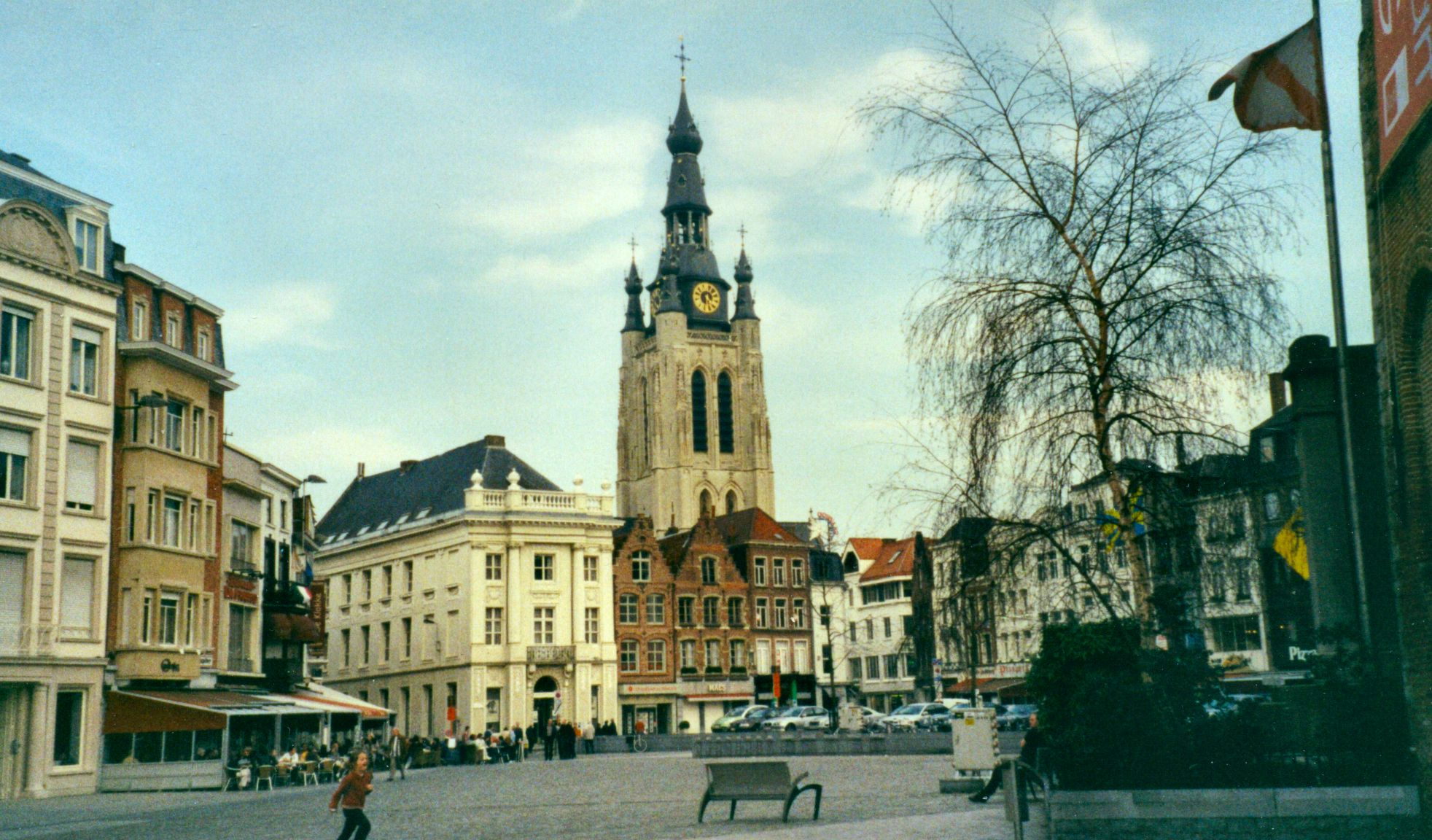
Kortrijk főtere, háttérben a Szt. Márton templom

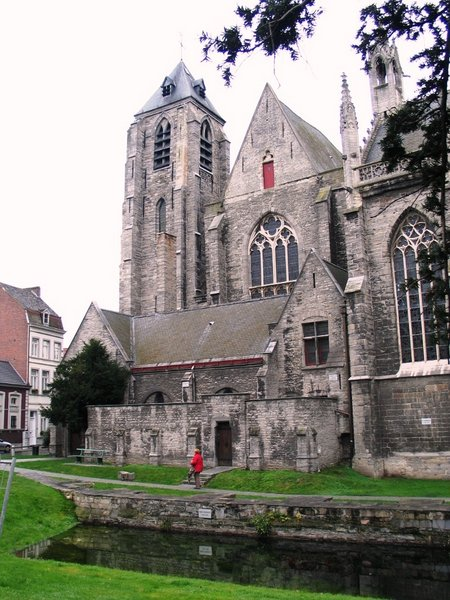
A Miasszonyunk-templom (Onze-Lieve-Vrouwekerk te Kortrijk)

- A főtéren álló, késő gótikus, korai-reneszánsz stílusú városháza homlokzatát a flamand grófok szobrai díszítik.
- A közelben álló, az UNESCO által a világörökség részévé nyilvánított harangtornyot[2] a római isten, Mercurius (az utazók és kereskedők védelmezője) szobra díszíti.
- A Szt. Márton templom a 13. században épült, de egy tűzvészt követően a 15. században átépítették. Tornyában ma 48 harangból álló harangjáték található.
- Szintén az UNESCO világörökséghez tartozik a beguinek rendháza,[3] amely egyenesen a 17. századba röpíti vissza a látogatókat.
- Az 1211-ben elkészült Miasszonyunk-templomban (Onze-Lieve-Vrouwekerk) állították ki az 1302-es csata után zsákmányolt arany sarkantyúkat. A sarkantyúkat 1304-ben IV. Fülöp visszaszerezte, de itt látható Anton van Dyck egyik festménye („The Erection of the Cross”).
- Szintén az 1302-es csatának állít emléket a „Maiden of Flanders” nevet viselő köztéri szobor.
- Kortrijk középkori történelmére emlékeztet még a Miasszonyunk-kórház (Onze-Lieve-Vrouwehospitaal), illetve a középkori várfalak egyetlen ma is látható maradványa, a Broel-tornyok (Broeltoren), közöttük a Lys folyón átívelő híddal.

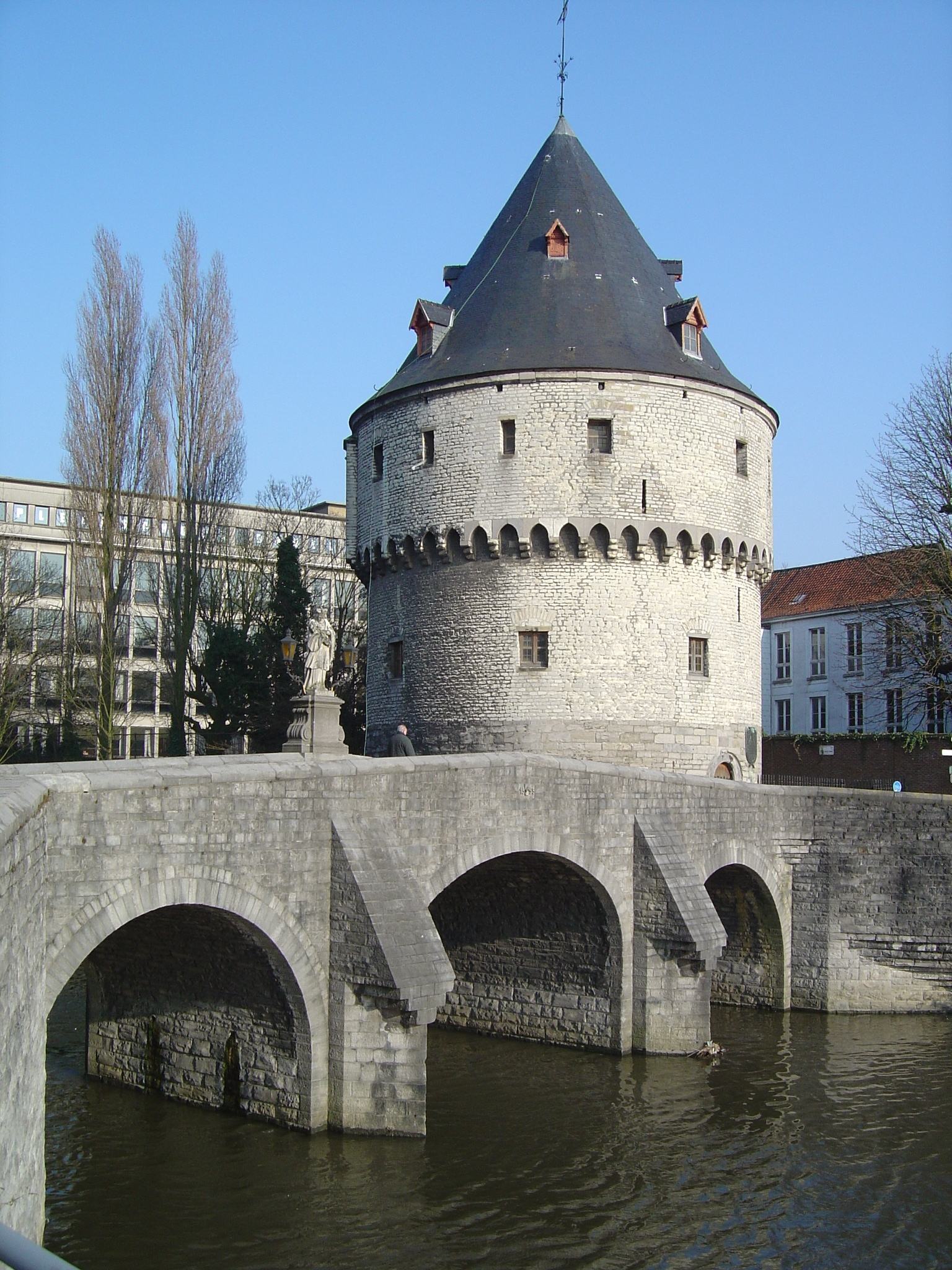
A középkori városfal maradványai, a Broel-torony

- TREZOOR néven egyesítették a 2010-es évektben a város korábbi önálló múzeumait, a textilmúzeumot, a Kortrijk 1302 nevű gyűjteményt és a korábbi Broelmuseumot. A gyűjtemények kutatók számára tanulmányozhatók, illetve egy részük online is elérhető.[4]

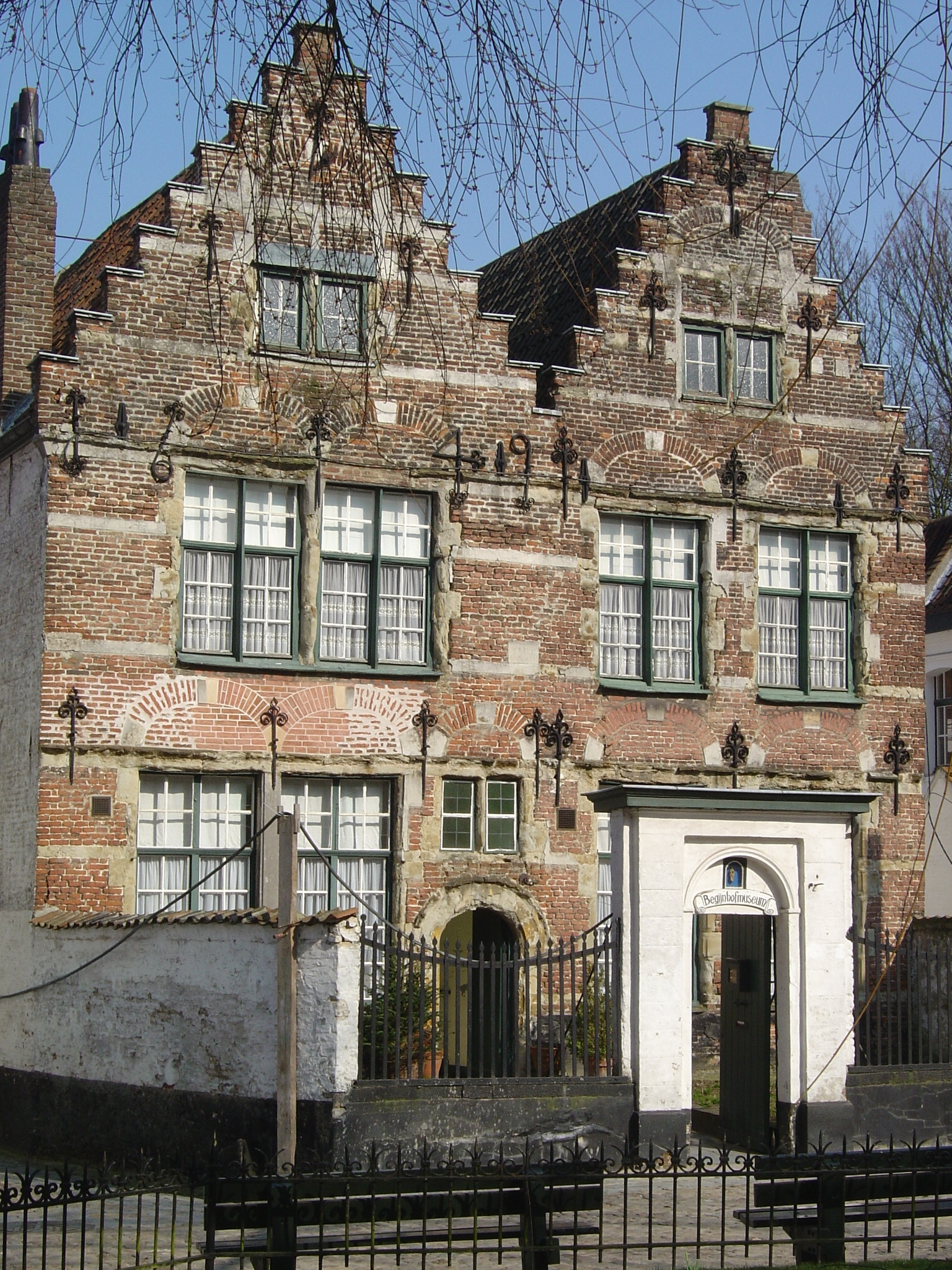
A beguin rendház épülete Kirtrijk-ban

## A város szülöttei
- Brienne-i III. János, Eu grófja
- Hendrik Conscience, flamand író
- Carl Colpaert, filmrendező
- Edmée Daenen, popzenész
- Stefaan De Clerck, flamand politikus, Kortrijk polgármestere
- Ernest Gambart, műkereskedő
- Carl de Keyzer, fényképész
- Pierre de La Rue, Reneszánsz korabeli zeneszerző
- Ann Demeulemeester, divattervező
- Sophie de Schaepdrijver, történész
- Ernest Gambart, műkereskedő
- Guido Gezelle, költő
- Piet Goddaer, Ozark Henry énekese
- Gilles Joye, zeneszerző, francia–flamand iskola
- Xavier Malisse, teniszező
- Laurence Courtois, teniszező
- Morris, a Lucky Luke képregény megalkotója
- Jan Palfyn (1650–1730), doktor, sebész, a sebészeti fogó megalkotója
- Louis Robbe (1806–1887), festő
- Jacob Savery (1565-1603), festő
- Roelant Savery (1576–1639), festő
- Stijn Streuvels (1871–1969), író
- Jacobus Vaet, zeneszerző, francia–flamand iskola
- Guido van Gheluwe (1926–), a belga Orde van den Prince alapítója
- Vincent Van Quickenborne (1973–), politikus: Belga miniszter, a flamand liberális Open VLD párt tagja
- Emmanuel Vierin (1869–1954), festő
- George Washington, az instant kávé feltalálója
- Stoffel Vandoorne (1992–), autóversenyző

## Felsőoktatás
A Leuveni Katolikus Egyetem egyik campusa (Katholieke Universiteit Leuven Campus Kortrijk – K.U.L.A.K) a Kortrijkban található.

## Testvértelepülések
Kortrijk az alábbi városokkal létesített testvérvárosi kapcsolatot:
- Frascati Olaszország
- Bad Godesberg Németország (1964)
- Windsor and Maidenhead Egyesült Királyság
- Saint-Cloud, Franciaország
- Lahor, Pakisztán, (1993)[5]
- Greenville, Dél-Karolina USA

## Külső hivatkozások
- Kortrijk városának hivatalos lapja
- Kortrijk a GoogleMap oldalán
- A Leuveni Katolikus Egyetem kortrijki campusa Archiválva 2012. január 20-i dátummal a Wayback Machine-ben
- IKortrijk-Wevelgem (Belgium) nemzetközi repülőtér (angol nyelvű oldal)
- Busworld – A világ egyik legnagyobb autóbusz-kiállítása Archiválva 2007. szeptember 9-i dátummal a Wayback Machine-ben
- Kortrijk Flying Club
- KV Kortrijk futball klub